# Agonum longicorne
Agonum longicorne — вид турунів з підродини Platyninae.

## Опис
Жук довжиною від 7 до 8 мм, вузький, чорний без металевого блиску. Бічний край передньоспинки просвічує червоним, принаймні в задній частині перший сегмент антен і епіплеври червонуваті.

## Ареал
Поширений на півдні Франції, у Сербії. У Польщі знахідки не підтверджені
В Україні поширений на Поліссі, Лівобережному Лісостепі. Наявність у Закарпатті та Правобережному Лісостепу вимагає підтвердження.